# Giulio Betti
Giulio Betti (* 1933 in Italien) ist ein italienischer Auto-Illustrator, der zusammen mit seinem zehn Jahre jüngeren Bruder Bruno zu den bekanntesten Auto-Illustratoren überhaupt zählt.
Nach dem Zweiten Weltkrieg, also im Alter von zwölf Jahren, begann Betti mit der Malerei und begann, in einem Cartoon-Atelier in Italien zu arbeiten. Künstlerisch ausgebildet wurde er jedoch nicht. Danach war er als Etiketten-Zeichner einer Firma tätig. Die beiden Geschwister machen seit Mitte der 1960er Jahre Technik anschaulich, indem sie auf ihren Röntgenzeichnungen Details wie Motoren, Fahrwerkskomponenten oder Sitze in die Karosserie integrieren. Giulio Betti hat insgesamt über 1000 dieser frei Hand gezeichneten Kunstwerke geschaffen, darunter viele Porträts von Ferrari- und Opel-Modellen, aber auch Illustrationen von Kühlschränken, Waschmaschinen und dem Space Shuttle. Für jede Zeichnung braucht Betti ungefähr 20 Tage Zeit.
Betti hat inzwischen sieben Enkelkinder.